# 紳寶Aero-X
紳寶Aero-X是紳寶汽車的概念車款，於2006年日內瓦車展時首次亮相。負責Aero-X概念車設計工作的是隸屬於歐洲GM華裔設計師Anthony Lo。
Saab Aero-X由一具2.8升的雙增壓 V6引擎驅動，在純乙醇燃料驅動下，可以產生400匹馬力(300kW)、扭力50.9kg-m。預計可以在4.9秒內由零加速到百公里，最高時速被限制在250km/hr。在方向盤上也設有七速的手動變速撥桿。像Saab Turbo X一樣，Aero-X採用四輪驅動。
採用飛機駕駛艙的概念，車門開啟時前擋風玻璃與車門座艙蓋採上掀開啟，由於沒有A柱，Aero-X帶來完整的180度視野，也有助於進出低矮的座位。車體材料為碳纖維材質，使用電子控制式的懸吊系統。儘管這是一台緊湊型的雙門跑車，但是有著合理的儲存空間，包括後方一個傳統的上掀式行李箱，與車尾有個類抽屜式的儲存空間。
而在Aero-X內部，有著"極簡式斯堪地那維亞設計"，儀表與按鈕以3D圖像顯示在壓克力上，而且所有燈光皆使用LED照明。
雖然Aero-X概念車一直深受好評，許多車迷也要求量產，但是Saab母公司Spyker的首席執行長Victor Muller於SaabsUnited.com網站表示這將不是公司的首要任務。
這款車的許多設計元素也大幅影響了接下來Saab的設計導向，例如接下來小改款的Saab 9-3、第二代的Saab 9-5，以及Saab 9-4X。